# Diecezja Brownsville
Diecezja Brownsville (łac. Dioecesis Brownsvillensis, ang. Diocese of Brownsville) jest diecezją Kościoła rzymskokatolickiego w metropolii Galveston-Houston w Stanach Zjednoczonych w południowej części stanu Teksas.

## Historia
Diecezja została kanonicznie erygowana 10 lipca 1965 roku przez papieża Pawła VI. Wyodrębniono ją z terenów diecezji Corpus Christi. Pierwszym ordynariuszem został dotychczasowy biskup pomocniczy Corpus Christi Adolph Marx (1915–1965), który zmarł nagle dwa miesiące po ingresie. Od roku 1874 Brownsville było siedzibą wikariatu apostolskiego. W roku 1912 wikariat podniesiono do rangi diecezji, ale siedzibą ustanowiono miasto Corpus Christi. Procent katolików w stosunku do ogółu ludności jest najwyższy spośród wszystkich diecezji amerykańskich.

## Główne świątynie
- Katedra: Katedra Niepokalanego Poczęcia Najświętszej Maryi Panny w Brownsville
- Bazylika mniejsza: Bazylika Matki Bożej z San Juan de Valle w San Juan

## Biskupi diecezjalni
- Adolph Marx (1965)
- Humberto Sousa Medeiros (1966–1970)
- John Joseph Fitzpatrick (1971–1991)
- Enrique San Pedro SJ (1991–1994)
- Raymundo Joseph Peña (1994–2009)
- Daniel Flores (od 2009)